# Obal

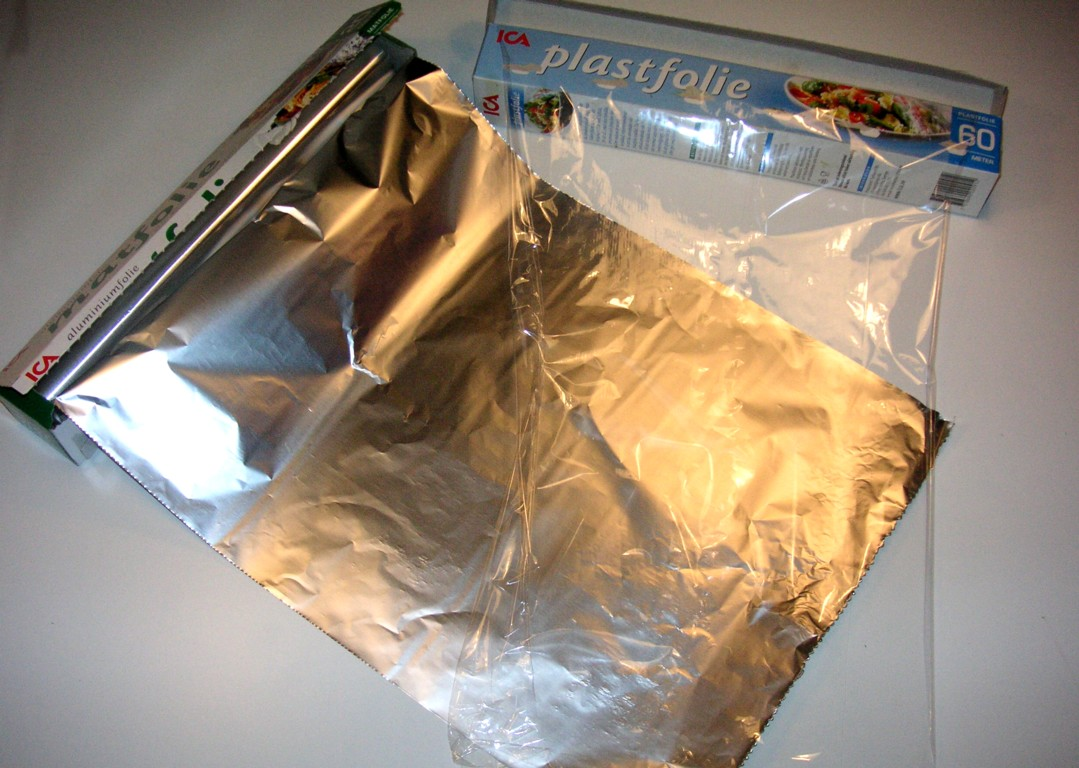
Fólie jako obal

Obal je ochranný povlak, materiál na předmětech, zejména na zboží, látka, kterou je něco obklopeno, obloženo.
Obal je také výrobek určený k ochraně jiného výrobku, k manipulaci s ním a k přepravě. Obaly jsou nejčastěji papírové, z plastických hmot a fólií, skleněné, dřevěné nebo kovové. Obal může sloužit i jako nosič informací o vlastnostech výrobku, popřípadě i k nabídce a reklamě. Po použití se obal stává z hlediska zákona (zákon č. 477/2001 – o obalech) odpadem, přičemž podíl použitých obalů v komunálním odpadu činí až 50 % objemu.
Vratný obal – je vytvořený specifický způsob vracení použitého obalu.
- Obal opakovaně použitelný je vratný obal opětovně používaný ke stejnému účelu, vykoná určitý minimální počet cyklů (např.: zálohované lahve, palety)

## Rozdělení obalů

### Dělení podle funkce
- spotřebitelské obaly  – slouží k ochraně při prodeji a jako nosič informací o jeho vlastnostech zákazníkům (PET lahev)
- skupinový obal – soustředění více výrobků (průtažná fólie)
- přepravní obal – usnadnění manipulace a přepravy (fólie a palety)

### Dělení podle materiálu
- papírové
  - voskový papír obalový, papírové pytlíky lepené
  - krabice z kartonu, z lepenky
- plastové
  - igelitové tašky – přepravní
  - průtažná fólie – skupinový
  - nádoby
- hliník
  - fólie
  - nádoby
- ocel
  - plech skládaný na míru
- dřevo
  - bedny z prken

### Dělení podle tvaru a konstrukce

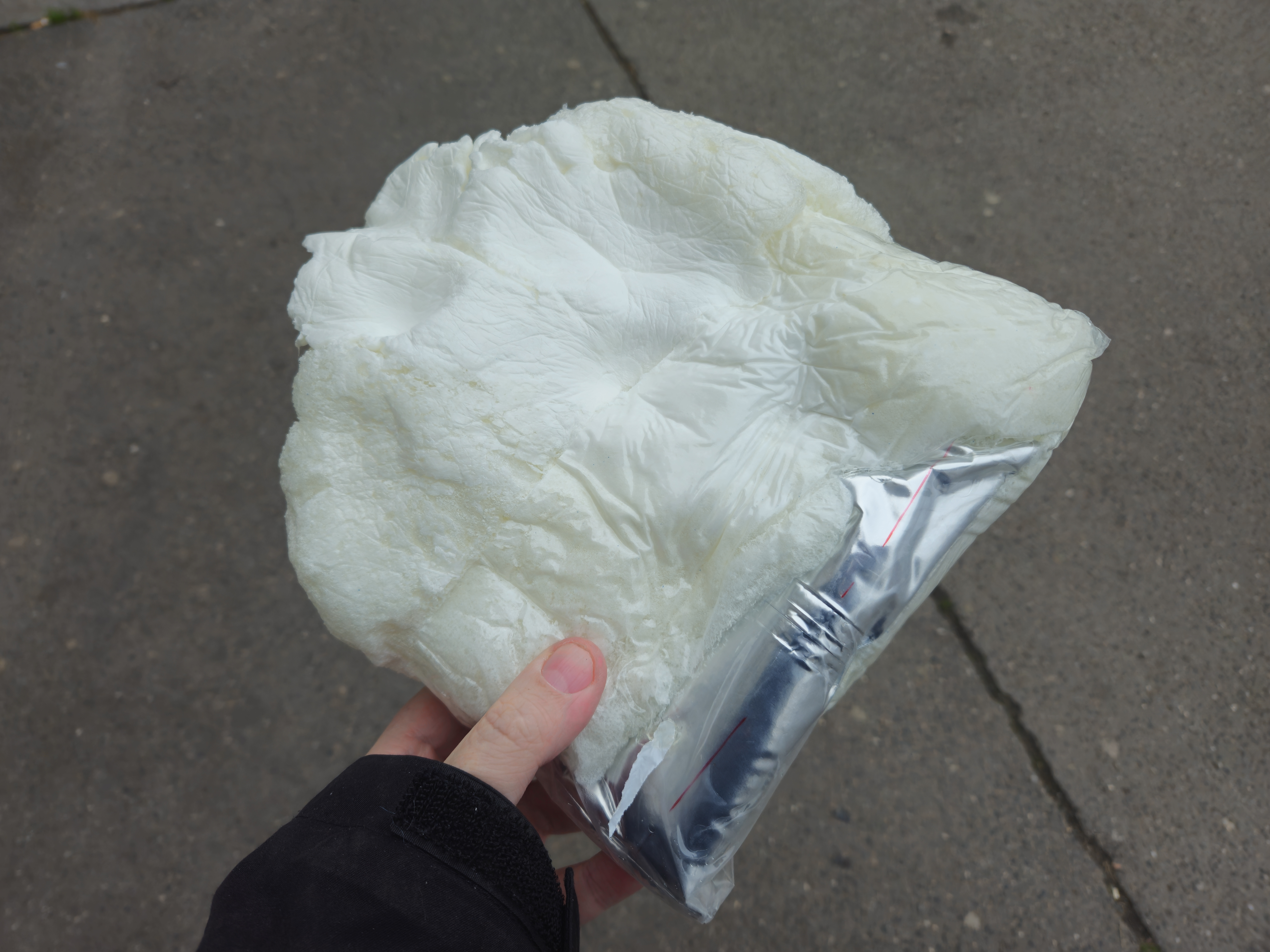
Balící materiál: člověk "rozmáčkne" bombičku, a uvnitř díky chemické reakci začne vznikat montážní pěna.

- fólie a ryzí obaly, povrchové – plastová fólie, papír, alobal, plech
- krabice a skříňky – kontejner
  - přepravky – otevřené, štosovatelné
  - uzamykatelné skříně – bedna k zatlučení hřebíky
    - dřevěná truhla, kufr
    - přepravní skříně se svislými dveřmi, přepravní kontejner – námořní kontejner, univerzální překládkový kontejner
- koše – proutěný koš, nůše, standardizovaný burzovní bušl
  - klece na kolečkách
- nádoby
  - otevřené – velkoobjemový kontejner
  - uzavíratelné – propustné (nasákavé) i nepropustné (s glazurou) – keramická amfora
  - tlakové – skleněné lahve, kovové bomby
- pytle – jutový pytel
- sítě – síť na míče, síť přes nádobu (povinná přes otevřenou korbu)
- válcové
  - sudy – standardizovaný plechový barel
  - plechovky – na barvy, masné konzervy

### Dělení podle složitosti
- jednoduché – jeden materiál (např.: sklo, plast)
- kombinované – např. vrstvené (nápojové kartony TetraPack) – více vrstev různých druhů materiálů, tedy s obtížnou následnou separací a recyklací

## Vliv na zdraví
Z obalů potravin se uvolňují nebezpečné látky jako jsou ftaláty, bisfenol A, minerální oleje či mikroplasty. Uvolňování látek do potravin se zvyšuje s teplotou. Bylo to prokázáno pro endokrinní disruptory obsažené v PET lahvích. Proto se například nedoporučuje ohřev jídla v plastových obalech. I ukládání teplého jídla do plastových nádob může poškozovat zdraví.